# Max Davidson
Max Davidson (Berlino, 23 maggio 1875 – Woodland Hills, 4 settembre 1950) è stato un attore tedesco naturalizzato statunitense.

## Biografia
Nato a Berlino da genitori ebrei, Davidson emigrò negli Stati Uniti nel 1890 dove iniziò a lavorare nel teatro di serie e nel vaudeville. Passò al cinema muto nel 1912. Nel 1914 realizzò una serie di film con il personaggio di Izzy per la Reliance Pictures Company. I film includevano Izzy Gets the Wrong Bottle, Izzy and His Rival, Izzy and the Diamond, How Izzy Stuck to His Post,, Izzy, il detective, Una serata fuori con Izzy, Izzy, l'operatore e Izzy e il bandito.
Verso la metà dell'adolescenza, Davidson era apparso nel suo primo lungometraggio, Don Chisciotte (1915) di Edward Dillon, seguito da Intolerance di Griffith.
Ha recitato accanto a un giovane Jackie Coogan in un paio di film muti, The Rag Man (1923) e Old Clothes (1925).
Nel 1923, apparve nel film di Mack Sennett The Extra Girl con Mabel Normand, e nel 1927 realizzò un raro film da protagonista alla Columbia, Pleasure Before Business.
Nel 1926 iniziò a lavorare per Hal Roach, interpretando personaggi dei fumetti ebrei stereotipati. Dopo essere apparso nella commedia di Mabel Normand Raggedy Rose, a Davidson è stata assegnata una serie di brevi soggetti, in cui appare come un tipo afflitto e umiliato in titoli come Jewish-Prudence e Don't Tell Everything. È apparso anche in altre serie di Hal Roach, inclusi i cortometraggi "Laurel e Hardy". I cortometraggi con protagonista più noti di Davidson sono Call of the Cuckoo (1927), con cameo di Stan Laurel, Oliver Hardy e Charley Chase; e il film  Pass the Gravy (1928), ritenuto "culturalmente significativo" dalla Library of Congress e selezionato per la conservazione nel National Film Registry.
L'esagerata caricatura ebraica di Max Davidson era abbastanza popolare tra il pubblico da sostenere una serie di cortometraggi muti, ma l'arrivo del sonoro ha stroncato la carriera a Davidson. Sebbene l'accento tedesco nativo di Davidson non fosse così forte da rovinare le sue possibilità nel cinema sonoro, il suo dialetto diede al suo personaggio sullo schermo una dimensione nuova e potenzialmente offensiva, e Hal Roach prevenne qualsiasi protesta interrompendo del tutto la serie dei cortometraggi. Davidson è apparso in alcuni dei primi film sonori di Roach, tra cui il cortometraggio di Edgar Kennedy Hurdy Gurdy (1929) e il cortometraggio di Our Gang: Moan and Groan, Inc. (1929). Ma il carattere etnico consolidato di Davidson era troppo ampio per sopravvivere come attrazione da protagonista, e trascorse il resto della sua carriera interpretando quasi esclusivamente piccoli ruoli.
Il ruolo più importante di Davidson nei film sonori è stato quello del bonario aiutante ebreo del cowboy Tom Tyler nel film western del 1936 Roamin 'Wild. Era ancora familiare alla comunità delle commedie cinematografiche; quando Charlie Chaplin aveva bisogno di tipi etnici per ritrarre gli abitanti di un ghetto ebraico in Il grande dittatore (1940), fu scelto Max Davidson. Ha continuato a interpretare negozianti etnici, al fianco di The Three Stooges in No Census, No Feeling (1940) e The East Side Kids in Clancy Street Boys (1943).

## Filmografia parziale
- Don Quixote, regia di Edward Dillon (1915)
- A Daughter of the Poor, regia di Edward Dillon (1917)
- The Rag Man, regia di Edward F. Cline (1925)
- The Johnstown Flood, regia di Irving Cummings (1926)
- Una famiglia di matti (Call of the Cuckoo), regia di Clyde Bruckman (1927)
- L'ultimo addio (Hotel Imperial), regia di Mauritz Stiller (1927)
- Il grande dittatore (The Great Dictator), regia di Charlie Chaplin (1940)